# Ramon Vives Ayné
Ramon Vives Ayné (Reus, 6 de desembre de 1814 - Pontevedra, 10 d'octubre de 1904) va ser un pintor català.
Als 17 anys era alumne de l'Escola de Llotja de Barcelona, i dos anys després estudiava a la Reial Acadèmia de Belles Arts de San Fernando de Madrid de la que més endavant, el 1870, en seria acadèmic. Va destacar en la temàtica d'escenes de caça i bodegons, i va ser especialment conegut per la qualitat dels seus retrats. La seva pintura era d'estil romàntic amb un bon concepte naturalista, molt vinculat al realisme. El 1866 guanyà unes oposicions a la càtedra de dibuix a l'Institut de Pontevedra, a la qual s'incorporà i on residí fins a la seva mort. Es jubilà el 1879 i seguí pintant, sobretot bodegons i quadres de tema històric. Va exposar a Pontevedra i al Liceo Artístico de Madrid, entitat de la que en va ser president honorari.
Algunes de les seves obres més conegudes són un retrat de la reina Maria Cristina, un de Lluís Rigalt, que es troba a l'Acadèmia de Sant Jordi de Barcelona, i un d'Alfons XII, al Museu del Prado, que va ser destruït en un incendi el 1915.